# Alegeri legislative în România, 1969
Alegerile legislative din România din 1969 au fost convocate în 2 martie 1969 în Republica Socialistă România. Frontul Unității Socialiste a obținut 99,75% din voturi și toate cele 465 de mandate.